# András Törőcsik
András Törõcsik (Budapest, 1º maggio 1955 – Budapest, 9 luglio 2022) è stato un calciatore ungherese, di ruolo attaccante.

## Carriera
Iniziò la propria carriera nel 1973 nel BVSC Budapest, e l'anno successivo venne ingaggiato dalla Újpesti Dózsa, con la quale restò ininterrottamente per 11 anni, vincendo 3 campionati e 3 Coppe d'Ungheria, finché nel 1985 venne ceduto alla squadra francese del Montpellier, dove disputò un solo campionato. Nel 1978 fu convocato come mezzala titolare nella nazionale ungherese per i mondiali in Argentina.
L'esperienza non fu però fortunata, in quanto nella partita d'esordio contro i padroni di casa dell'Argentina fu una spina nel fianco della difesa argentina ma venne espulso come il suo compagno di squadra Nyilasi a pochi minuti dalla fine di un incontro caratterizzato da un arbitraggio contestatissimo, e l'Ungheria venne eliminata al primo turno. Negli ultimi anni di attività calcistica giocò per il Volán e per la MTK, con la quale nel 1989 prese parte all'ultima stagione prima di ritirarsi definitivamente.

## Palmarès

### Giocatore

#### Club
- Campionato ungherese: 3

Újpesti Dózsa: 1974-1975, 1977-1978, 1978-1979
- Coppa d'Ungheria: 3

Újpesti Dózsa: 1981-1982, 1982-1983